# Palmerston (Katze)

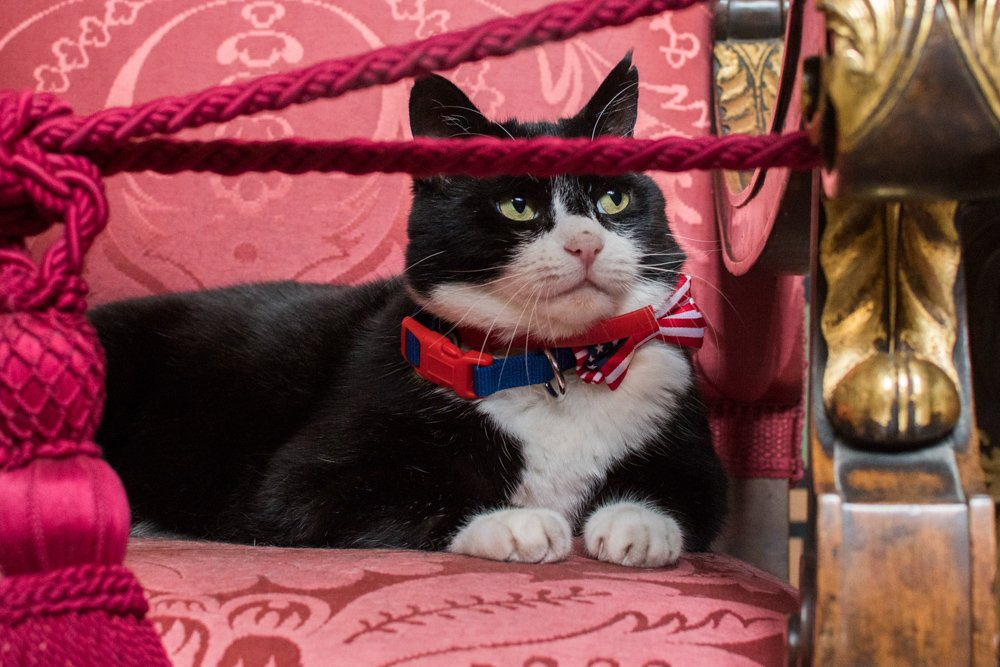
FCO Chief Mouser Palmerston 2017

Palmerston (geboren 2014) ist eine schwarz-weiße Katze, die als „Chief Mouser“ des Foreign, Commonwealth and Development Office (FCDO) bekannt wurde. Insbesondere die häufigen Kämpfe mit dem Kater Larry, dem Chief Mouser to the Cabinet Office, wurden von der britischen Öffentlichkeit wahrgenommen.

## Leben
Palmerston stammt aus dem Tierheim Battersea Dogs & Cats Home in London, dem renommiertesten und ältesten Tierheim Großbritanniens. Sein Name bezieht sich auf Henry Temple, 3. Viscount Palmerston, Außenminister mit der längsten Amtszeit und von 1855 bis 1865 britischer Premierminister. Palmerstone kam am 13. April 2016 in sein neues Heim. Über seinen Einzug wurde im ganzen Land berichtet. Normalerweise trifft diese Ehre nur den Chief Mouser to the Cabinet Office in der 10 Downing Street. Seine erste Maus soll er am 3. Mai 2016 gefangen haben. Auf Twitter hatte die Katze mehr als 100.000 Follower.
Mit Larry, dem damaligen Chief Mouser to the Cabinet Office, lieferte er sich regelmäßig Auseinandersetzungen, über die von den Medien berichtet wurde. So kam es zwischen ihm und Larry am 11. Juli 2016 zu einem ersten Duell. Am 26. Juli 2016 soll er versucht haben sich in 10 Downing Street einzuschleichen. Am 1. August 2016 wurde über einen Katzenkampf zwischen Larry und Palmerston aufgenommen. Dabei verlor Larry sein Halsband und Palmerston erhielt eine Verletzung am Ohr.
Am 7. August 2020 verließ Palmerston das FCO und zog aufs Land. Er soll bei einem Mitarbeiter des Außenministeriums untergekommen sein, der ihn bereits während der COVID-19-Pandemie im Vereinigten Königreich im Homeoffice betreut haben soll. Seine „Kündigung“ wurde über Twitter in einem hochoffiziell wirkenden Brief bekannt gegeben. Dazu wurde eine offiziell und hochseriös wirkende Pressemitteilung verfasst.
Am 3. Februar 2025 wurde berichtet, dass Palmerston wieder berufstätig sei und ein neues Amt angetreten habe: Palmerston sei nun „feline relations consultant“ (etwa: Berater für Beziehungen zu Katzen) bei Andrew Murdoch, dem Gouverneur von Bermuda.